# Partido de Colón
Partido de Colón är en kommun i Argentina.   Den ligger i provinsen Buenos Aires, i den centrala delen av landet, 260 km väster om huvudstaden Buenos Aires. Antalet invånare är 23 179.
Trakten runt Partido de Colón består till största delen av jordbruksmark. Runt Partido de Colón är det ganska glesbefolkat, med 28 invånare per kvadratkilometer.